# Georg Friedrich Schumacher
Georg Friedrich Schumacher (* 19. Dezember 1771 in Altona; † 2. April 1852 in Schleswig) war ein deutscher Lehrer, dessen Autobiographie Genrebilder aus dem Leben eines siebenzigjährigen Schulmannes einen wichtigen Beitrag zur Sozial-, Kultur- und Bildungsgeschichte Schleswig-Holsteins zu Beginn des 19. Jahrhunderts bietet.

## Leben
Georg Friedrich Schumacher war eines von vier Kindern des Kaufmanns Georg Bernhard Schumacher und Johanna Henriette, die eine Tochter des reformierten Theologen Johann David Gensike war. Der Vater verstarb 1774, die Mutter 1787. Nachdem der Vater verstorben war, musste die mittellose Mutter für die Erziehung von Georg Friedrich Schumacher und seinen Geschwistern die Hilfe von Vormündern und Verwandten in Anspruch nehmen. Einer der Vormünder war der Textilunternehmer Johann Wilmsen Paap aus Altona, der als enthusiastischer Verfechter der Französischen Revolution galt. Georg Friedrich Schumacher erhielt Unterricht an einer Schreib- und Rechenschule, wechselte an eine Distriktschule und besuchte ab 1783 das Christianeum. Daneben erteilte er seinen Geschwistern Unterricht und verdiente während der Zeit auf dem Gymnasium Geld durch Nachhilfeunterricht. Er beteiligte sich an einem Lesezirkel von Schülern des Christianeums, der seit ungefähr 1790 existierte. Dort lasen die Schüler bevorzugt Werke von Matthias Claudius und Johann Gottwerth Müller. Schumacher durchlief die Selekta der Schule und ging anschließend nach Kiel, wo er an der Christian-Albrechts-Universität von 1791 bis 1795 Theologie, Philosophie und Geschichte studierte. Anschließend arbeitete er als Hauslehrer bei einem Beamten in Tremsbüttel. 
1796 ging Schumacher in Altona eine Ehe mit seiner Cousine Johanna Margaretha Bong (1775–1826) ein, die eine Tochter des Arztes Otto Bong war. Aus der Ehe gingen drei Söhne und fünf Töchter hervor. Im selben Jahr wurde er Rektor der Volksschule in Wilster. Dort übernahm er die Leitung einer Lehrerlesegesellschaft, die sein Amtsvorgänger Johann Bevers dort ins Leben gerufen hatte und die von Lehrern aus Wilster und Umgebung besucht wurde. Da Schumacher das theologische Amtsexamen mit Auszeichnung vor dem holsteinischen Oberkonsistorium in Glückstadt abgelegt hatte, hätte er eine theologische Laufbahn einschlagen können. Er übernahm jedoch 1798 das Konrektorenamt an der Gelehrtenschule in Husum. 1802 wechselte er als Konrektor an die Domschule Schleswig, die der dänischen Krone unterstand, und war dort von 1820 bis 1835 Rektor. Schumacher legte Wert darauf, die Schüler zu selbstständigem Denken und den Sitten entsprechendem Handeln zu erziehen. Er setzte sich für moderne Fremdsprachen, Geschichte und Naturwissenschaften ein und erweiterte die Bibliothek der Schule. Neben der Tätigkeit als Rektor erteilte Schumacher Privatunterricht in modernen Sprachen.
Schumacher äußerte sich im Rahmen mehrerer Schulprogramme zu pädagogischen und zeitgenössischen Fragestellungen. Er forderte Abiturprüfungen, die in seiner Schule ab 1822 freiwillig abgelegt werden konnte. Außerdem trat er für eine bessere Schulaufsicht ein. Da er Französisch als bedeutende Sprache für Gesamteuropa erachtete, forderte er mehrfach zu einem entsprechenden Sprachstudium auf. Schumacher trat dafür ein, dass Gelehrtenschulen nicht nur philologische Fächer behandelten. Vielmehr sollten dort auch Geografie, Naturwissenschaften und Geschichte gelehrt werden.  
1824 wurde ihm ein Professorentitel verliehen, was eine herausgehobene Position unter den in Schleswig-Holstein tätigen Lehrern bedeutete. 1828 erhielt er den Titel eines Ritters vom Dannebrog. Nach der Pensionierung unterrichtete Schumacher weiterhin privat und lehrte Englisch und Französisch. Auch an der von seiner Tochter Doris geführten Schule für Höhere Töchter in Schleswig-Friedrichsberg engagierte er sich. Zudem sprach er zu geschichtlichen Fragestellungen. Seit der Studienzeit in Kiel sah er Aufklärung, Toleranz und kontinuierliche Verbesserungen in allen Bereichen des Lebens als wichtig an. Schumacher setzte sich auch mit seinerzeit aktuellen religiösen und politischen Tendenzen auseinander.

## Werke
1841 verfasste Schumacher die Genrebilder aus dem Leben eines siebenzigjährigen Schulmannes. Die autobiografische Schrift kann als sein wichtigstes Werk angesehen werden. Schumacher beschrieb darin, wie er in ärmlichen Verhältnissen aufwuchs, den Besuch des Christianeums und die Mitschüler und Lehrer, die er dabei kennenlernte. Dazu gehörten Alexander Philipson und Salomon Maimon. Neben einer Darstellung des Zusammenlebens von Menschen verschiedener Glaubensrichtungen in Altona umfasst das Werk ausführliche Darstellungen von Reisen, die Schumacher unternahm. Neben Besuchen von Helgoland 1806 und Hamburg 1814 unternahm er 1818 eine große Fahrt, während der er Karlsbad, Nürnberg und Heidelberg besuchte und den Rhein sah. In dem Kapitel Hamburgs Erstehung vom Tode beschrieb Schumacher seine Eindrücke vor und nach der Hamburger Franzosenzeit.
Franklin Kopitzsch bezeichnete das Buch als eine der wichtigsten Autobiografien, die aus Schumachers Lebenszeit bekannt sind. Das Werk sei eine wichtige Quelle für Forschungen zur Sozial-, Alltags- und Bildungsgeschichte, der Kultur und Erziehung sowie zur Geschichte Schleswig-Holsteins und dessen Städten, so Kopitzsch.